# Хандаев, Ильяс Игоревич
Илья́с И́горевич Ханда́ев (род. 12 мая 1970, Алма-Ата, Казахская ССР, СССР) — российский хоккеист с мячом, вратарь. Заслуженный мастер спорта России (1999). С 11 мая 2022 главный тренер национальной сборной России по хоккею с мячом.

## Интересные факты
Сын известного хоккеиста с мячом Игоря Хандаева («Локомотив» (Иркутск) и «Динамо» (Алма-Ата) и младший брат семикратного чемпиона СССР (1985—1991) по хоккею на траве в составе алматинского «Динамо» Олега Хандаева. Племянник Бориса Хандаева («Локомотив» (Иркутск) и «Литейщик» (Караганда)).
Родился в столице Казахской ССР городе Алма-Ата, когда там играл за местное «Динамо» (Алма-Ата) его отец Игорь Хандаев. Отец — бурят, мать — казашка.. Не женат. Есть дочь и 2 сыновей.

## Карьера

### Игровая
Хоккеем с мячом начинал заниматься в Иркутске. Воспитанник заслуженного тренера России О. Г. Катина. Играл в СКА (Хабаровск) — 1989/1990, «Локомотив» (Иркутск) — 1990 (осень), «Водник» (Архангельск) — 1990—2005, «Динамо» (Москва) — с 2005 по 2008 годы. В высшей лиге чемпионатов России провёл 323 матча (СКА (Хабаровск) — 10; «Водник» — 280; «Динамо» (Москва) — 33). В розыгрышах Кубка России — 99 матчей (СКА (Хабаровск) — 4; «Локомотив» (Иркутск) — 7; «Водник» — 74; «Динамо» (Москва) — 14). В составе сборной России на чемпионатах мира участвовал в 14 матчах.
Двукратный чемпион мира (1999, 2006), дважды серебряный призёр (1993, 2005) чемпионатов мира.
Одиннадцатикратный чемпион России (1996, 1997, 1998, 1999, 2000, 2002, 2003, 2004, 2005, 2006, 2007), серебряный (2001) и бронзовый (1993) призёр чемпионатов России. Семикратный обладатель (1992, 1994, 1996, 2000, 2005 (весна), 2005 (осень), 2006), финалист (1993, 1997, 1999, 2001) и бронзовый призёр (2002) Кубка России.
Четырёхкратный обладатель Кубка европейских чемпионов (2002, 2003, 2004, 2006). Трёхкратный обладатель Кубка мира (2003, 2004, 2006). Двукратный победитель международного турнира Champions Cup (2004, 2006, Швеция). Трёхкратный победитель Международного турнира на Призы Правительства России (1998, 2000, 2002).
В списке «22-х лучших» — 1994, 1998, 1999, 2000, 2004, 2005, 2006. Трижды признавался лучшим вратарём России (1998, 2004, 2006).
Летом 2007 года фактически завершил спортивную карьеру, но был включен в официальную заявку команды «Динамо» (Москва) на сезон 2007/2008 годов.

### Тренерская
Сезон 2007/2008 — тренер вратарей «Динамо» (Москва).
Сезон 2013/14 — спортивный директор команды «Динамо-Москва». С мая 2014 года по июнь 2017 — тренер команды «Динамо-Москва».
Тренерские достижения в клубе:
- Обладатель Кубка мира — 2013.
- Обладатель чемпионского Кубка Эдсбюна — 2013.
- Обладатель Суперкубка России — 2013/14, 2023/2024.
- Обладатель Кубка России - 2024.
- Победитель Чемпионата России - 2024.
- Второй призёр чемпионата России — 2014, 2015, 2022
- Третий призёр чемпионата России — 2016, 2023.

В составе тренерского штаба сборной России:
- Чемпион мира — 2014, 2015, 2016.
- Второй призёр чемпионата мира — 2017.

На чемпионате мира 2018 года в Хабаровске — главный тренер сборной Казахстана.
С 1 октября 2018 года — главный тренер  «Динамо-Казань».
Сезон 2020/2021 - главный тренер ХК "Ска-Нефтяник" (Хабаровск).
Сезоны 2021/2022 и 2022/2023 - главный тренер ХК «Водник» (Архангельск) .
с 01 апреля 2023 по настоящее время - главный тренер ХК "Кузбасс" (Кемерово).
С 11 мая 2022 главный тренер национальной сборной России по хоккею с мячом.

## Государственные награды
- 1999 — Медаль ордена «За заслуги перед Отечеством» II степени.
- 2007 — Медаль ордена «За заслуги перед Отечеством» I степени.

## Статистика выступлений в высшей лиге чемпионатов России
| Сезон | Клуб                   | Игры | Мячи | Пасы |
| ----- | ---------------------- | ---- | ---- | ---- |
| 1990  | СКА (Хабаровск)        | 10   | -    | -    |
| 1991  | «Водник» (Архангельск) | 15   | -    | -    |
| 1992  | «Водник» (Архангельск) | 25   | -    | -    |
| 1993  | «Водник» (Архангельск) | 22   | -    | -    |
| 1994  | «Водник» (Архангельск) | 25   | -    | -    |
| 1996  | «Водник» (Архангельск) | 18   | -    | -    |
| 1997  | «Водник» (Архангельск) | 19   | -    | -    |
| 1998  | «Водник» (Архангельск) | 22   | -    | -    |
| 1999  | «Водник» (Архангельск) | 19   | -    | -    |
| 2000  | «Водник» (Архангельск) | 22   | -    | -    |
| 2001  | «Водник» (Архангельск) | 22   | -    | 2    |
| 2002  | «Водник» (Архангельск) | 16   | -    | -    |
| 2003  | «Водник» (Архангельск) | 17   | -    | 1    |
| 2004  | «Водник» (Архангельск) | 21   | -    | 1    |
| 2005  | «Водник» (Архангельск) | 17   | -    | 3    |
| 2006  | «Динамо» (Москва)      | 23   | -    | -    |
| 2007  | «Динамо» (Москва)      | 10   | -    | -    |
|       | Всего                  | 323  | -    | 7    |

Примечание: Статистика голевых передач ведётся с сезона 2000—2001 гг.

## Статистика выступлений в розыгрышах Кубка России
| Сезон | Клуб                   | Игры | Мячи | Пасы |
| ----- | ---------------------- | ---- | ---- | ---- |
| 1990  | СКА (Хабаровск)        | 4    | -    | -    |
| 1991  | «Локомотив» (Иркутск)  | 7    | -    | -    |
| 1992  | «Водник» (Архангельск) | 5    | -    | -    |
| 1993  | «Водник» (Архангельск) | 6    | -    | -    |
| 1994  | «Водник» (Архангельск) | 8    | -    | -    |
| 1996  | «Водник» (Архангельск) | 7    | -    | -    |
| 1997  | «Водник» (Архангельск) | 4    | -    | -    |
| 1998  | «Водник» (Архангельск) | 2    | -    | -    |
| 1999  | «Водник» (Архангельск) | 8    | -    | -    |
| 2000  | «Водник» (Архангельск) | 6    | -    | -    |
| 2001  | «Водник» (Архангельск) | 6    | -    | 1    |
| 2002  | «Водник» (Архангельск) | 5    | -    | -    |
| 2003  | «Водник» (Архангельск) | 9    | -    | 1    |
| 2004  | «Водник» (Архангельск) | 3    | -    | -    |
| 2005  | «Водник» (Архангельск) | 5    | -    | -    |
| 2006  | «Динамо» (Москва)      | 8    | -    | -    |
| 2007  | «Динамо» (Москва)      | 6    | -    | -    |
|       | Всего                  | 99   | -    | 2    |

## Статистика выступлений на чемпионатах мира в составе сборной России
| Год  | Место проведения    | Игры | Мячи | Пасы |
| ---- | ------------------- | ---- | ---- | ---- |
| 1993 | Норвегия            | -    | -    | -    |
| 1999 | Архангельск, Россия | 5    | -    | -    |
| 2005 | Казань, Россия      | 5    | -    | -    |
| 2006 | Швеция              | 4    | -    | -    |
|      | Всего               | 14   | -    | -    |